# Conservatorio Botánico Nacional de Midi-Pyrénées
El Conservatorio Botánico Nacional des Pyrénées et de Midi-Pyrénées (en francés: Conservatoire botanique national des Pyrénées et de Midi-Pyrénées o también Conservatoire botanique Pyrénéen), es un conservatorio botánico especializado en la Flora de los Pirineos, de administración estatal, que se encuentra en Bagnères-de-Bigorre, Francia.

## Localización
Conservatoire botanique national Pyrénées et Midi-Pyrénées Vallon de Salut, BP70315, 65203 Bagnères-de-Bigorre cedex, Département de Hautes-Pyrénées, Midi-Pyrénées, France-Francia.
Planos y vistas satelitales, 43°3′6.12″N 0°8′47.04″E / 43.0517000, 0.1464000
Está abierto al público en los viernes por la tarde de los meses cálidos del año.

## Historia
El jardín botánico conservatorio ha sido creado para preservar las especies endémicas de los Pirineos.
Creado bajo la figura de una sociedad mixto para beneficiarse de una financiación suficiente y de una representatividad legítima, agrupa la región de Midi-Pyrénées (Pirineos Meridionales), el "département des HP", el municipio de bagnéres, el "PNP", el "ONF".
Puede pues además de su misión de conservación garantizar misiones de peritaje, de asistencia y de información para la opinión pública.
Su competencia territorial alcanza hasta los Pirineos Atlánticos con fuertes relaciones transfronterizas.
El conservatorio se instala a principios de 2000 en los locales vacantes del Observatorio del "Pic du Midi" (Pico del Mediodía), y luego en el balneario de Salut. Se efectuaron trabajos de remodelación, con el fin de transformar este edificio para recibir al público.

## Colecciones
Actualmente el conservatorio botánico es primordialmente un establecimiento de investigación y conservación de plantas de la zona pero también alberga las colecciones de los herbarios (BBF) de Louis Ramond de Carbonnières, Pierrine Gaston-Sacaze, Pierre Le Brun, y Georges Bosc, totalizando unos 30,000 especímenes.